# Список супруг римских императоров
Список охватывает жён римских императоров, включая тех женщин, на которых они были женаты до получения титула. Бирюзовым цветом отмечены женщины, брак с которыми продолжался во время императорского правления; белым — во время простой гражданской жизни. Жены претендентов и самозванцев, которые не имели значения в истории Рима, не учитываются. Изображения сохранились не для всех, во многих случаях используются вымышленные профильные изображения из ренессансного труда «Promptuarii Iconum Insigniorum».

## Принципат

### Юлии-Клавдии
| Портрет | Имя                                               | Годы жизни                | Супруг-император                    | Даты брака                  | Дети                                          | Комментарий | Прим.             |
| ------- | ------------------------------------------------- | ------------------------- | ----------------------------------- | --------------------------- | --------------------------------------------- | --- | ----------------- |
|         | Клодия Пульхра Clodia Pulchra                     | ок. 54 до н. э. — ?       | Октавиан Август (1)                 | 43 до н. э. или 41 до н. э. | нет                                           | Развод по политическим соображениям. |                   |
|         | Скрибония Scribonia                               | ок. 70 до н. э. — 16      | Октавиан Август (2)                 | 40 до н. э. — 39 до н. э.   | Юлия Старшая                                  | Развод сразу после рождения дочери ради новой свадьбы Октавиана. Всего была замужем четырежды, Октавиан — её 3-й муж.                                       |                   |
|         | Ливия Друзилла Livia Drusilla                     | 58 до н. э. — 29          | император Октавиан Август (3)       | 38 до н. э. — 14            | усыновлены императором: Тиберий, Друз Старший | 2-й брак. Овдовела. Обожествлена своим внуком императором Клавдием.                                                                                         | [ 1 ]             |
|         | Випсания Агриппина Vipsania Agrippina             | 36 до н. э. — 20          | Тиберий (1)                         | 20 до н. э. — 12 до н. э.   | Друз Младший                                  | Развод по приказу Августа. Затем во 2-м браке. |                   |
|         | Юлия Старшая Julia Caesaris Filia                 | 39 до н. э. — 14          | Тиберий (2)                         | 12 до н. э. — 2             | Клавдий Нерон                                 | Дочь императора Августа. Развод из-за прелюбодеяний Юлии, ссылка.                                                                                           |                   |
|         | Юния Клавдилла Junia Claudilla                    | 17 — ок. 34/36/37         | Калигула (1)                        | 33 — 34/36/37               | нет                                           | Умерла при родах. |                   |
|         | Ливия Орестилла Livia Orestilla                   | ок. 20 — не ранее 40      | император Калигула (2)              | 37                          | нет                                           | 1-дневный брак: Калигула забрал невесту с чужой свадьбы, развёл её, женился на ней и через день развёлся.                                                   | [ 2 ] [ 3 ] [ 4 ] |
|         | Лоллия Паулина Lollia Paulina                     | ок. 15 — 49               | император Калигула (3)              | 38                          | нет                                           | Калигула развёл её с 1-м мужем. Через полгода развёлся с ней сам, обвинив в бесплодии.                                                                      | [ 2 ] [ 3 ] [ 4 ] |
|         | Милония Цезония Milonia Caesonia                  | ок. 5 — 24 января 41      | император Калигула (4)              | 40 — 41                     | Юлия Друзилла                                 | Калигула развёл её с 1-м мужем. Была его многолетней любовницей, вышла за него замуж после рождения ему ребёнка. Убита вместе с ними обоими.                | [ 2 ] [ 3 ] [ 4 ] |
|         | Плавтия Ургуланилла Plavtia Urgulanilla           | ок. 3 до н. э. — после 26 | Клавдий (1)                         | 9/11 — 24                   | Клавдий Друз, Клавдия (возм. — внебрачная)    | Развод из-за супружеской измены. |                   |
|         | Элия Петина Aelia Paetina                         | ок. 8 — после 48          | Клавдий (2)                         | 28 — 31                     | Клавдия Антония                               | Развод по политическим соображениям. |                   |
|         | Валерия Мессалина Valeria Messalina               | ок. 17/20 — 48            | Клавдий, впоследствии император (3) | 38—48 гг.                   | Клавдия Октавия, Британник                    | Принадлежала к императорской семье. Казнена за прелюбодеяния.                                                                                               | [ 5 ]             |
|         | Агриппина Младшая Agrippina Minor Julia Agrippina | 15 — 59                   | император Клавдий (4)               | 49 — 54                     | усыновлён императором: Нерон                  | Племянница императора Клавдия. 2-й брак. Овдовела. | [ 6 ]             |
|         | Клавдия Октавия Claudia Octavia                   | 42 — 62                   | Нерон, впоследствии император (1)   | 53 — 62                     | нет                                           | Дочь императора Клавдия. Развод по обвинению в бесплодия ради новой свадьбы Нерона. Сослана и заморена.                                                     | [ 7 ]             |
|         | Поппея Сабина Poppeia Sabina                      | 30 — 65                   | император Нерон (2)                 | 62 — 65                     | Клавдия Августа                               | Нерон развёл её с Отоном, будущим императором. 3-й брак. Во время второй беременности получила от Нерона удар ногой в живот и умерла. Обожествлена Нероном. | [ 7 ]             |
|         | Стацилия Мессалина Statilia Messalina             | ок. 35 — не ранее 75      | император Нерон (3)                 | 66 — 68                     | нет                                           | 5-й брак. Овдовела. | [ 7 ]             |

### Год четырёх императоров
| Портрет | Имя                             | Годы жизни        | Супруг-император                     | Даты брака | Дети                        | Комментарий                                                               | Прим. |
| ------- | ------------------------------- | ----------------- | ------------------------------------ | ---------- | --------------------------- | ------------------------------------------------------------------------- | ----- |
|         | Эмилия Лепида Aemilia Lepida    | ?                 | Гальба                               | ?          | два сына, умерших в детстве | Умерла молодой.                                                           |       |
|         | Поппея Сабина Poppeia Sabina    | 30 — 65           | Отон                                 | 58 — 62    | нет                         | 2-й брак. Затем Нерон развёл её с Отоном, женился на ней и случайно убил. | [ 7 ] |
|         | Петрония Petronia               | ?                 | Вителлий (1)                         | до 40      | Вителлий Петрониан          | Развод.                                                                   |       |
|         | Галерия Фундана Galeria Fundana | ок. 40 — после 69 | Вителлий, впоследствии император (2) | ок. 50     | Вителлий Германик, Вителлия | Видимо, овдовела.                                                         | [ 8 ] |

### Флавии
| Портрет | Имя                                             | Годы жизни      | Супруг-император                 | Даты брака | Дети                                                                | Комментарий | Прим. |
| ------- | ----------------------------------------------- | --------------- | -------------------------------- | ---------- | ------------------------------------------------------------------- | --- | ----- |
|         | Флавия Домицилла Старшая Flavia Domitilla Major | ? — до 69       | Веспасиан                        | ? — до 69  | Тит Флавий Веспасиан, Тит Флавий Домициан, Флавия Домицилла Младшая | Умерла. |       |
|         | Аррецина Тертулла Arrecina Tertulla             | ? — 62/63       | Тит (1)                          | 62 — 63    | нет                                                                 | Умерла. |       |
|         | Марция Фурнилла Marcia Furnilla                 | ? — после 65    | Тит (2)                          | 63 — 65    | Юлия Флавия                                                         | Развод по политическим соображениям. |       |
|         | Домиция Лонгина Domitia Longina                 | 50/55 — 126/130 | Домициан, впоследствии император | 70 — 96    | сын, умерший в детстве                                              | 2-й брак. В 83 году император изгнал её из-за измены (и дал по некоторым источникам развод), но на следующий год она вернулась во дворец. По некоторым указаниям, участвовала в заговоре, приведшим к смерти мужа. | [ 9 ] |

### Антонины
| Портрет | Имя                                                    | Годы жизни       | Супруг-император                              | Даты брака   | Дети                                                  | Комментарий | Прим.  |
| ------- | ------------------------------------------------------ | ---------------- | --------------------------------------------- | ------------ | ----------------------------------------------------- | --- | ------ |
|         | Помпея Плотина Pompeia Plotina                         | ок. 70 — 121/122 | Траян, впоследствии император                 | ок. 85 — 117 | нет                                                   | Овдовела. Обожествлена.                                                                                              | [ 10 ] |
|         | Вибия Сабина Vibia Sabina                              | ок. 85 — 136/7   | Адриан, впоследствии император                | 100 — 136/7  | нет                                                   | Внучатая племянница императора Траяна. Умерла на год раньше супруга. Обожествлена.                                   | [ 11 ] |
|         | Фаустина Старшая Faustina Major Annia Galeria Faustina | ок. 100 — 141    | Антонин Пий, впоследствии император           | 110/5        | Фаустина Младшая                                      | Племянница Вибии Сабины. Умерла раньше мужа. Обожествлена.                                                           | [ 12 ] |
|         | Фаустина Младшая Faustina Minor Annia Galeria Faustina | 125/130 — 175    | Марк Аврелий, впоследствии император          | 145 — 175    | 13 детей, в том числе: Коммод, Луцилла, Корнифиция    | Дочь императора Антонина Пия и Фаустины Старшей. Умерла раньше мужа. Обожествлена.                                   | [ 13 ] |
|         | Луцилла Annia Aurelia Galeria Lucilla                  | 148/150 — 182    | Луций Вер, впоследствии император-соправитель | 164 — 169    | Аврелия Луцилла, Луций Вер, Плавция — все умерли рано | Дочь Марка Аврелия. Овдовела, затем выдана замуж 2-й раз. Сослана своим братом императором Коммодом и затем казнена. | [ 14 ] |
|         | Бруттия Криспина Bruttia Crispina                      | 164 — 191/2      | Коммод                                        | 178 — 191/2  | нет                                                   | Изгнана и умерла. | [ 15 ] |

### Год пяти императоров
| Портрет | Имя                               | Годы жизни    | Супруг-император                    | Даты брака    | Дети                               | Комментарий                                    | Прим.         |
| ------- | --------------------------------- | ------------- | ----------------------------------- | ------------- | ---------------------------------- | ---------------------------------------------- | ------------- |
|         | Флавия Тициана Flavia Titiana     | ? — после 193 | Пертинакс, впоследствии император   | ? — 193       | Пертинакс Младший, безымянная дочь | После свержения и убийства мужа не пострадала. | [ 16 ] [ 17 ] |
|         | Манлия Скантилла Manlia Scantilla | ? — после 193 | Дидий Юлиан, впоследствии император | ок. 150 — 193 | Дидия Клара                        | Пережила низложение и смерть мужа.             | [ 18 ] [ 19 ] |

### Северы
| Портрет | Имя                                       | Годы жизни          | Супруг-император                           | Даты брака          | Дети                                | Комментарий | Прим.  |
| ------- | ----------------------------------------- | ------------------- | ------------------------------------------ | ------------------- | ----------------------------------- | --- | ------ |
|         | Пакция Марциана Paccia Marciana           | ? — ок. 186         | Септимий Север (1)                         | ок. 175 — ок. 186   | по некоторым источникам, две дочери | Умерла. |        |
|         | Юлия Домна Julia Domna                    | 170/193 — 217       | Септимий Север, впоследствии император (2) | 184/7 — 211         | Гета, Каракалла                     | Овдовела. Обожествлена. | [ 20 ] |
|         | Фульвия Плавцилла Publia Fulvia Plautilla | ок. 185/189 — 212   | Каракалла                                  | 202 — 212           | безымянная дочь                     | Изгнана (развод?) с ребёнком при жизни Септимия Севера, после восшествия Каракаллы на престол по его приказу убита. | [ 21 ] |
|         | Нония Цельза (?) Nonia Celsa              | ? — после 218       | Макрин                                     | ? — 218             | Диадумен                            | Личное имя жены кратковременного императора упоминается в единственном источнике, возможно, оно вымышлено. | [ 22 ] |
|         | Юлия Корнелия Паула Julia Cornelia Paula  | ? — после 220       | император Гелиогабал (1)                   | 219 — 220           | нет                                 | Развод ради следующего брака императора. | [ 23 ] |
|         | Юлия Аквилия Севера Julia Aquilia Severa  | ? — после 222       | император Гелиогабал (2), (4)              | ок. 220/1 221 — 222 | нет (?)                             | Девственная весталка, на которой Гелиогабал женился, нарушив закон. Позже дал ей развод, чтобы жениться на 3-й жене, затем опять женился на ней же, объявив предыдущий развод недействительным. Видимо, оставалась с ним до его гибели. | [ 23 ] |
|         | Анния Фаустина Annia Faustina             | ок. 201 — после 222 | император Гелиогабал (3)                   | 221                 | нет                                 | 2-й брак, предыдущий муж казнен по приказу Гелиогабала, который ради этого брака развёлся с предыдущей женой. После развода вернулась в своё имение, где скончалась.                                                                    | [ 23 ] |
|         | Саллюстия Орбиана Sallustia Orbiana       | ? — 227             | Александр Север                            | 226 — 227           | нет                                 | Из-за происков свекрови отправлена в ссылку, где и скончалась. | [ 24 ] |

## Кризис III века

### Солдатские императоры
| Портрет | Имя                                                   | Годы жизни          | Супруг-император                           | Даты брака           | Дети                                   | Комментарий | Прим.         |
| ------- | ----------------------------------------------------- | ------------------- | ------------------------------------------ | -------------------- | -------------------------------------- | --- | ------------- |
|         | Цецилия Паулина Caecilia Paulina                      | ? — 235/6           | Максимин I Фракиец, впоследствии император | ? — 235/6            | Максимин Младший                       | Умерла. Обожествлена своим мужем. | [ 25 ]        |
|         | Фабия Орестилла (?) Fabia Orestilla                   | ? — до 238          | Гордиан I                                  | 192 — до 238         | Гордиан II, Антония Гордиана           | Рано умерла. Имя упоминается в единственном источнике, где её называют праправнучкой императора Антонина Пия. По современным предположениям, Гордиан был женат на безымянной женщине, внучке философа Герода Аттика. | [ 26 ]        |
|         | Фурия Сабиния Транквиллина Furia Sabinia Tranquillina | ок. 225 — после 244 | император Гордиан III                      | 241 — 244            | дочь Фурия (?)                         | Овдовела. | [ 27 ]        |
|         | Марция Отацилия Севера Marcia Otacilia Severa         | ? — после 249       | Филипп I Араб, впоследствии император      | 234 — 249            | Филипп Младший, Юлия Севера (Северина) | Пережила гибель мужа и свержение и убийство сына. | [ 28 ]        |
|         | Геренния Этрусцилла Herennia Etruscilla               | ? — ок. 253         | Деций Траян, впоследствии император        | до 230 — 251         | Гостилиан, Геренний Этруск             | Судьба после поражения мужа и сына неизвестна. | [ 29 ]        |
|         | Афиния Гемина Бебиана Afinia Gemina Baebiana          | ?                   | Требониан Галл                             | ?                    | Гай Вибий Волузиан, Вибия Галла        | Информации нет. |               |
|         | Корнелия Супера Cornelia Supera                       | ? — после 253       | Эмилиан                                    | ? — 253              | нет (?)                                | Информации, кроме монет, нет. | [ 30 ]        |
|         | Мариниана (?) Egnatia Mariniana                       | ? — до 253          | Валериан I                                 | ? — до 253           | Галлиен                                | Имя жены Валериана из письменных источников не известно. Реконструируется по нумизматическим свидетельствам. | [ 31 ]        |
|         | Корнелия Салонина Cornelia Salonina                   | ? — 268 (?)         | Галлиен, впоследствии император            | не позднее 242 — 268 | Валериан II, Салонин, Мариниан         | Вероятно, погибла вскоре после смерти мужа. | [ 32 ]        |
|         | Сульпиция Дриантилла Sulpicia Dryantilla              | ? — 260/1           | узурпатор Регалиан                         | ? — 260              | нет (?)                                | Возможно, погибла вместе с мужем. | [ 33 ] [ 34 ] |

### Иллирийские императоры
| Портрет | Имя                            | Годы жизни        | Супруг-император                 | Даты брака         | Дети          | Комментарий                                 | Прим.                |
| ------- | ------------------------------ | ----------------- | -------------------------------- | ------------------ | ------------- | ------------------------------------------- | -------------------- |
|         | Ульпия Северина Ulpia Severina | ? — после 275     | Аврелиан, впоследствии император | ? — 275            | дочь          | Овдовела.                                   | [ 35 ] [ 36 ] [ 37 ] |
|         | Магния Урбика Magnia Urbica    | ? — после 285 (?) | Карин, впоследствии император    | начало 280-х — 285 | Нигриниан (?) | После смерти мужа предана проклятию памяти. | [ 38 ] [ 39 ]        |

## Доминат

### Тетрархия
| Портрет | Имя                                                  | Годы жизни      | Супруг-император                            | Даты брака         | Дети                                                                                               | Комментарий | Прим.         |
| ------- | ---------------------------------------------------- | --------------- | ------------------------------------------- | ------------------ | -------------------------------------------------------------------------------------------------- | --- | ------------- |
|         | Приска Prisca                                        | ? — 315         | император Диоклетиан                        | до 284 — 305       | Галерия Валерия                                                                                    | Пережила мужа. Христианка, за что и пострадала.                                                                                  | [ 40 ] [ 41 ] |
|         | Евтропия Eutropia                                    | ? — после 325   | Максимиан, впоследствии император           | до 283 — 310       | Максенций, Флавия Максима Фауста; от 1-го брака (?): Флавия Максимиана Феодора                     | 2-й брак. | [ 42 ]        |
|         | Флавия Юлия Елена (Святая Елена) Flavia Julia Helena | ок. 250 — 330   | Констанций I Хлор (1)                       | начало 270-х — 293 | Константин I Великий                                                                               | Неизвестно, был ли заключён брак, или она была просто его конкубиной.                                                            | [ 43 ] [ 44 ] |
|         | Флавия Максимиана Феодора Flavia Maximiana Theodora  | ? — до 337      | император Констанций I Хлор (2)             | 293 — 306          | Далмаций Старший, Юлий Констанций, Аннибалиан Старший, Анастасия, Флавия Юлия Констанция, Евтропия | Дочь Евтропии, падчерицы императора Максимиана.                                                                                  | [ 45 ]        |
|         | имя неизвестно                                       | ?               | Галерий (1)                                 | ? — 293            | Валерия Максимилла                                                                                 | Развод по желанию императора Диоклетиана, желавшего женить его на своей дочери.                                                  |               |
|         | Галерия Валерия Galeria Valeria                      | ? — 315         | Галерий, впоследствии император (2)         | 293 — 311          | усыновлён: Кандидиан                                                                               | Дочь императора Диоклетиана и Приски. Овдовела. Казнена Лицинием.                                                                | [ 45 ] [ 46 ] |
|         | Валерия Максимилла Valeria Maximilla                 | ? — после 312   | узурпатор Максенций, впоследствии император | ок. 293 — 312      | Валерий Ромул, Аврелий Валерий (?)                                                                 | Дочь императора Галерия от первой (безымянной) жены. Судьба после смерти мужа неизвестна.                                        | [ 47 ]        |
|         | Флавия Юлия Констанция Flavia Julia Constantia       | после 293 — 330 | император Лициний                           | 313 — 325          | Лициний II                                                                                         | Дочь императора Констанция I и Флавии Максимианы Феодоры. Овдовела после казни мужа её братом императором Константином. Арианка. | [ 48 ]        |

### Династия Константина
| Портрет         | Имя                                           | Годы жизни          | Супруг-император                   | Даты брака        | Дети                                                                         | Комментарий                                                                                     | Прим.                |
| --------------- | --------------------------------------------- | ------------------- | ---------------------------------- | ----------------- | ---------------------------------------------------------------------------- | ----------------------------------------------------------------------------------------------- | -------------------- |
|                 | Минервина Minervina                           | ? — после 307       | император Константин I Великий (1) | 303 — 307 (?)     | Крисп                                                                        | Неизвестно, конкубина или жена. Оставлена из политических соображений ради следующего брака.    | [ 49 ]               |
|                 | Флавия Максима Фауста Flavia Maxima Fausta    | 289/290 — 326       | Константин I Великий (2)           | 307 — 326         | Константина, Крисп, Константин II, Констанций II, Констант                   | Дочь императора Максимиана и Евтропии.                                                          | [ 43 ] [ 44 ]        |
|                 | Елена Helena                                  | ?                   | Крисп                              | до 322 — ?        | сын Флавий                                                                   | Нет информации.                                                                                 |                      |
|                 | имя неизвестно, дочь Юлия Констанция          | ? — ок. 352/3       | Констанций II (1)                  | 335/6 — ок. 352/3 | нет (?)                                                                      | Умерла. Сестра Констанция Галла.                                                                | [ 50 ] [ 51 ]        |
|                 | Флавия Аврелия Евсевия Flavia Aurelia Eusebia | ? — ок. 360         | Констанций II (2)                  | ок. 353 — ок. 360 | нет                                                                          | Умерла во время попытки излечить бесплодие.                                                     | [ 52 ] [ 51 ]        |
|                 | Фаустина Faustina                             | ок. 340 — после 366 | Констанций II (3)                  | 361               | Флавия Максима Фаустина Констанция                                           | Когда Констанций умер, она была ещё беременна их дочерью Констанцией.                           | [ 53 ]               |
|                 | Константина Constantina                       | ок. 318/319 — 354   | Ганнибалиан Младший                | 335 — 337         | дочь Констанция                                                              | 1-й брак. Дочь императора Константина Великого и Фаусты. Овдовела, затем выдана замуж вторично. | [ 54 ] [ 55 ] [ 56 ] |
| Констанций Галл | Константина Constantina                       | ок. 318/319 — 354   | после 337 — 354                    | дочь Анастасия    | 2-й брак. Дочь императора Константина Великого и Фаусты. Умерла прежде мужа. |                                                                                                 | [ 54 ] [ 55 ] [ 56 ] |
|                 | Юстина Justina                                | ок. 340 — ок. 388   | узурпатор Магн Магненций           | 350 — 353         | нет                                                                          | 1-й брак. Овдовела.                                                                             | [ 57 ] [ 58 ]        |
|                 | Елена Helena                                  | ? — 360             | Юлиан II Отступник                 | 355 — 360         | нет                                                                          | Дочь императора Константина I и Фаусты.                                                         | [ 59 ]               |
|                 | Харито Charito                                | ? — после 364       | Иовиан                             | 361 — 364         | Варрониан, безымянный сын                                                    | Овдовела.                                                                                       | [ 60 ]               |

### Династия Валентиниана-Феодосия
| Портрет | Имя                                                                   | Годы жизни        | Супруг-император                          | Даты брака    | Дети                                      | Комментарий                                                              | Прим.         |
| ------- | --------------------------------------------------------------------- | ----------------- | ----------------------------------------- | ------------- | ----------------------------------------- | ------------------------------------------------------------------------ | ------------- |
|         | Марина Севира Marina Severa                                           | ? — до 382        | Валентиниан I, впоследствии император (1) | до 359 — 370  | Грациан                                   | Развод, возможно, ради следующего брака.                                 | [ 61 ] [ 62 ] |
|         | Юстина Justina                                                        | ок. 340 — ок. 388 | император Валентиниан I (2)               | ок. 370 — 375 | Валентиниан II, Галла, Юста, Грата        | 2-й брак (в 1-м — за узурпатором Магном Магненцием, см. выше). Овдовела. | [ 57 ] [ 58 ] |
|         | Альбия Домника Albia Domnica                                          | ? — после 378     | Валент II, впоследствии император         | ? — 378       | Анастасия, Кароза, Валентиниан Галат      | Овдовела.                                                                | [ 63 ] [ 64 ] |
|         | Флавия Максима Фаустина Констанция Flavia Massima Faustina Constantia | 361/362 — 383     | Грациан (1)                               | до 374 — 383  | нет                                       | Дочь Констанция II и Фаустины. Умерла.                                   | [ 48 ]        |
|         | Лета Laeta                                                            | ? — после 408     | Грациан (2)                               | 383           | нет                                       | Овдовела.                                                                | [ 65 ]        |
|         | имя неизвестно                                                        | ?                 | Магн Максим                               | ?             | Флавий Виктор, две дочери                 | По легенде — святая Елена из Кэрнарфона.                                 | [ 66 ]        |
|         | Элия Флавия Флацилла Святая Элия Флацилла Aelia Flavia Flacilla       | ? — 386           | Феодосий I Великий (1)                    | ок. 376 — 386 | Флавий Аркадий, Флавий Гонорий, Пульхерия | Умерла.                                                                  | [ 67 ] [ 68 ] |
|         | Галла Galla                                                           | после 367 — 394   | Феодосий I Великий (2)                    | 387 — 394     | Галла Плацидия, Грациан, Иоанн            | Умерла. Дочь императора Валентиниана I и Юстины.                         | [ 69 ] [ 68 ] |

### Западная Римская империя
| Портрет         | Имя                                                 | Годы жизни          | Супруг-император                         | Даты брака    | Дети | Комментарий                                                                                | Прим.         |
| --------------- | --------------------------------------------------- | ------------------- | ---------------------------------------- | ------------- | --- | ------------------------------------------------------------------------------------------ | ------------- |
|                 | Мария Maria                                         | ? — 407             | Флавий Гонорий (1)                       | 398 — 407     | нет | Дочь Стилихона и Серены, племянницы Феодосия Великого.                                     | [ 70 ]        |
|                 | Эмилия Матерна Ферманция Aemilia Materna Thermantia | ? — 415             | Флавий Гонорий (2)                       | 408           | нет | Сестра предыдущей жены Гонория, дочь Стилихона. После падения Стилихона муж дал ей развод. | [ 71 ]        |
|                 | Галла Плацидия Galla Placidia                       | 392/3 — 450         | Констанций III                           | 417 — 421     | Валентиниан III, Юста Грата Гонория                                                                                 | Дочь императора Феодосия I и Галлы. 2-й брак. Овдовела.                                    | [ 72 ] [ 73 ] |
|                 | Лициния Евдоксия Licinia Eudoxia                    | 422 — ок. 493       | Валентиниан III                          | 437 — 455     | Евдоксия, Плацидия                                                                                                  | Дочь императора Феодосия II и Евдокии. 1-й брак. Овдовела.                                 | [ 74 ]        |
| Петроний Максим | Лициния Евдоксия Licinia Eudoxia                    | 422 — ок. 493       | 455                                      | нет           | 2-й брак. После убийства Валентиниана III Петроний Максим принудил выйти замуж за себя его вдову и захватил власть. |                                                                                            | [ 74 ]        |
|                 | Марция Эвфемия Marcia Euphemia                      | ок. 430 — после 472 | Прокопий Антемий, впоследствии император | ок. 453 — 472 | Алипия, Антемиол, Маркиан, Ромул, Прокопий Антемий                                                                  | Дочь восточно-римского императора Маркиана. Судьба после гибели супруга неизвестна.        | [ 75 ]        |
|                 | Плацидия Placidia                                   | 439/43 — 480        | Олибрий, впоследствии император          | 454/55 — 472  | Аникия Юлиана | Дочь императора Валентиниана III и Лицинии Евдоксии.                                       | [ 76 ]        |
|                 | имя неизвестно                                      | ?                   | Юлий Непот                               | до 474 — 480  | нет (?) | Племянница восточно-римского императора Льва I.                                            | [ 77 ]        |